# 渡口球蛛
渡口球蛛（学名：Theridion dukouensis）为球蛛科球蛛属的动物。在中国大陆，分布于四川等地，常见于乱石堆中。该物种的模式产地在四川渡口、西昌。